# Brama Wodna w Bystrzycy Kłodzkiej
Brama Wodna w Bystrzycy Kłodzkiej – pochodząca z XIV wieku brama warowna, będąca elementem średniowiecznych murów obronnych w Bystrzycy Kłodzkiej.

## Historia
Warowna brama została wzniesiona w XIV wieku, po roku 1319, w roku 1568 dobudowano blanki i ostrosłupowe ceglane zwieńczenie. W połowie XVII wieku rozpoczęto wyburzanie murów miejskich i budowla przestała pełnić funkcje obronne. Od tego czasu do początku XX wieku pomieszczenia ponad przejazdem nie były używane. W roku 1922 w baszcie utworzono izbę historyczną, w której zgromadzono XVIII-wieczne wytwory lokalnych rzemieślników i dokumenty dotyczące historii miasta.

Decyzją wojewódzkiego konserwatora zabytków z dnia 26 lutego 1960 obiekt został wpisany do rejestru zabytków.

W latach 1970 do 1980 brama służyła jako turystyczny punkt widokowy. W roku 1985 lokalna spółdzielnia rzemieślnicza wyremontowała obiekt, w którym następnie urządzono wystawę prac rzemieślników, zrzeszonych w tutejszym cechu. W roku 2013 obiekt odnowiono i odtworzono niektóre detale architektoniczne, w tym kratę.

## Architektura
Budowla powstała na planie kwadratu o wymiarach około 7 na 7 metrów, wewnątrz jest ostrołukowy przejazd, ze sklepieniem kolebkowym podniesionym. Od strony przedmieścia widoczna jest w licu ściany płycina, pełniąca rolę prowadnicy kraty i sama krata. Od strony miasta widoczne są zewnętrzne schody, prowadzące do pomieszczenia nad przejazdem. Wejście u szczytu schodów posiada prosty portal, okna w pomieszczeniu są kwadratowe i posiadają kamienne obramowania. Kształt okien i portalu nawiązuje do architektury późnego średniowiecza. Drewniany strop oddziela to pomieszczenie od kolejnego, ponad nim. Jest to ciemna izdebka, nie posiadająca okien, jedynie otwory strzelnicze. Nie posiada własnego stropu i jest od góry otwarta na ostrosłup zwieńczenia.

W pomieszczeniach baszty przebywał strażnik, a przed nią urzędnik miejski pobierał myto.   

## Galeria

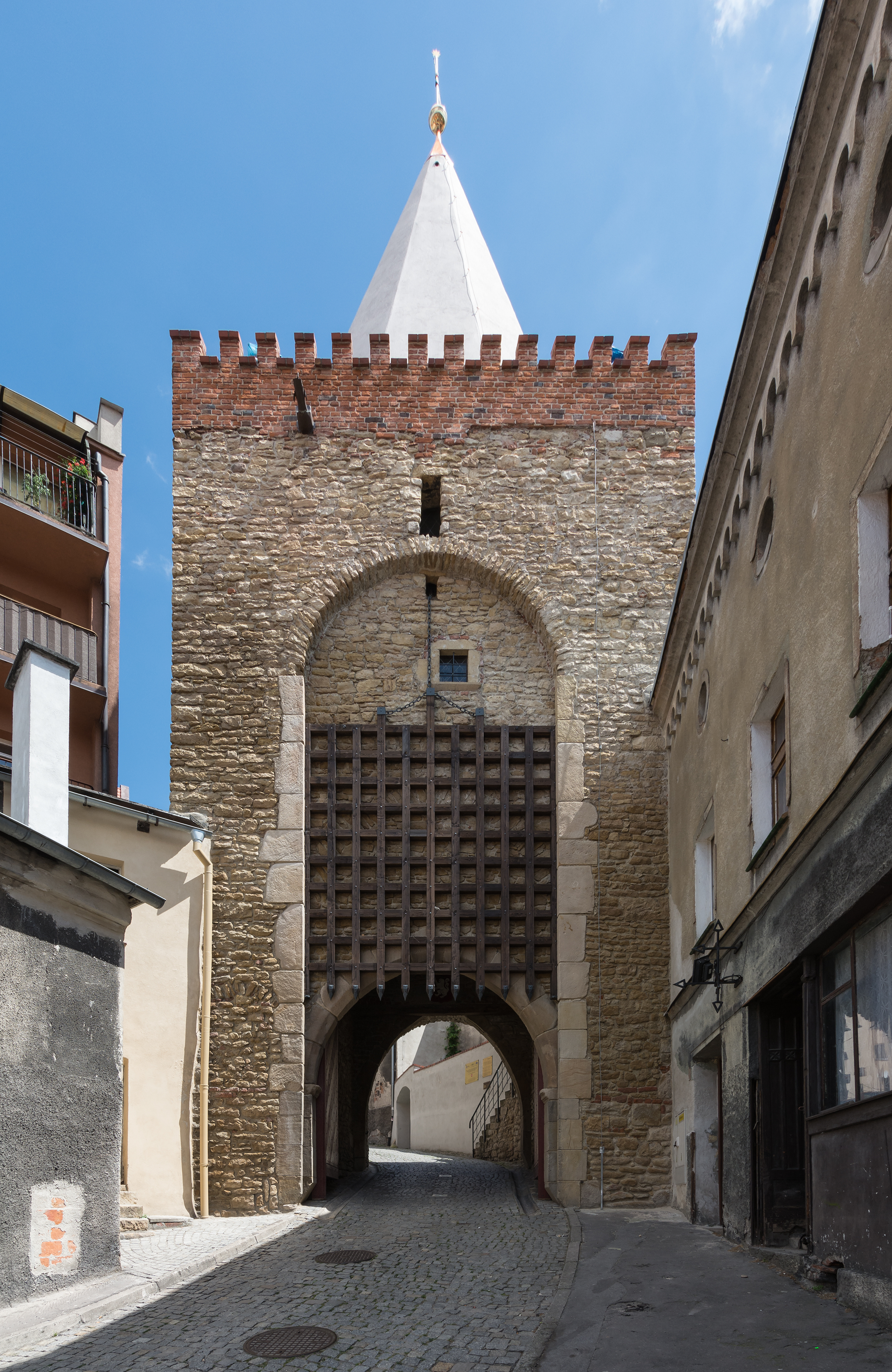
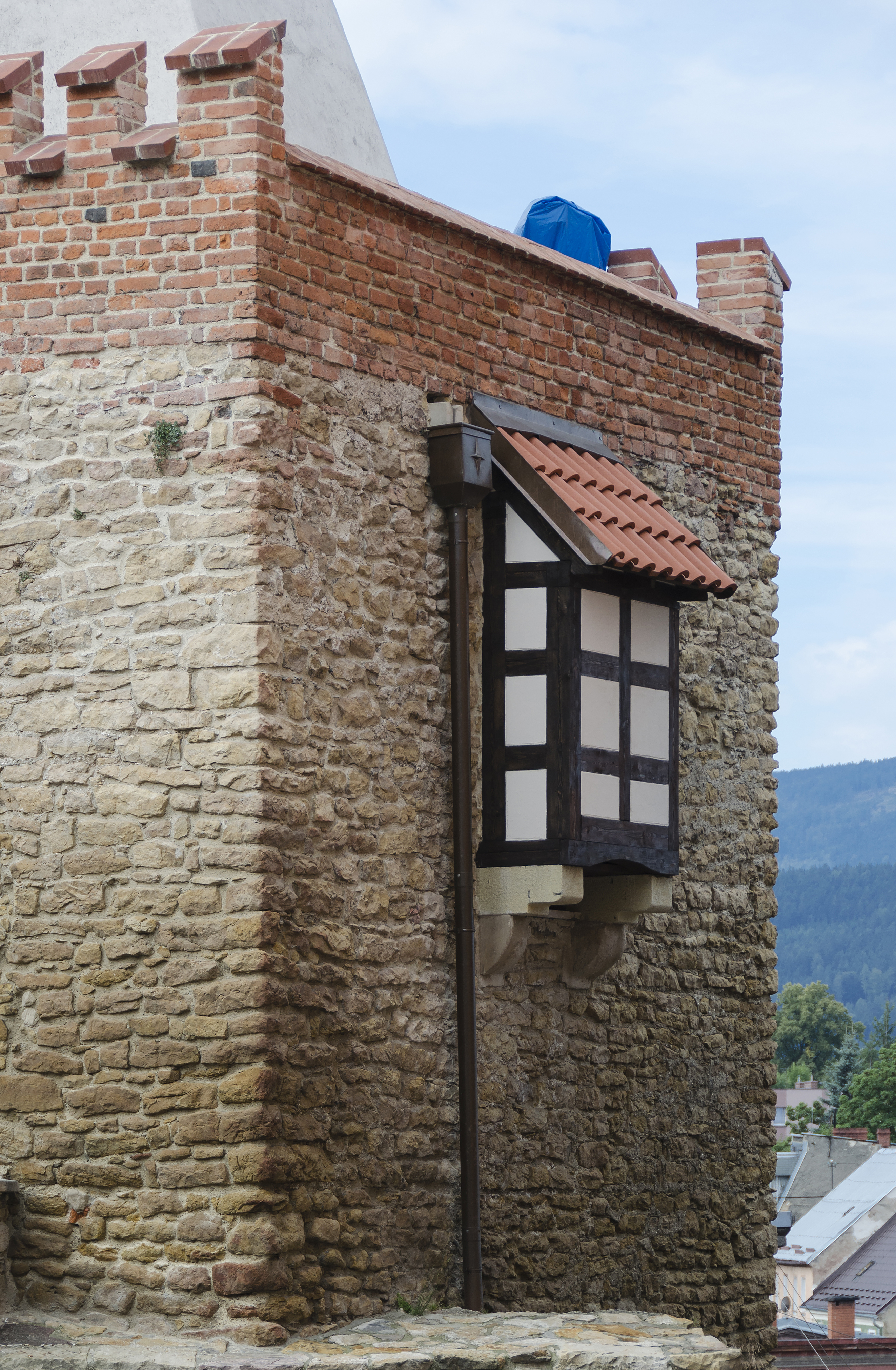
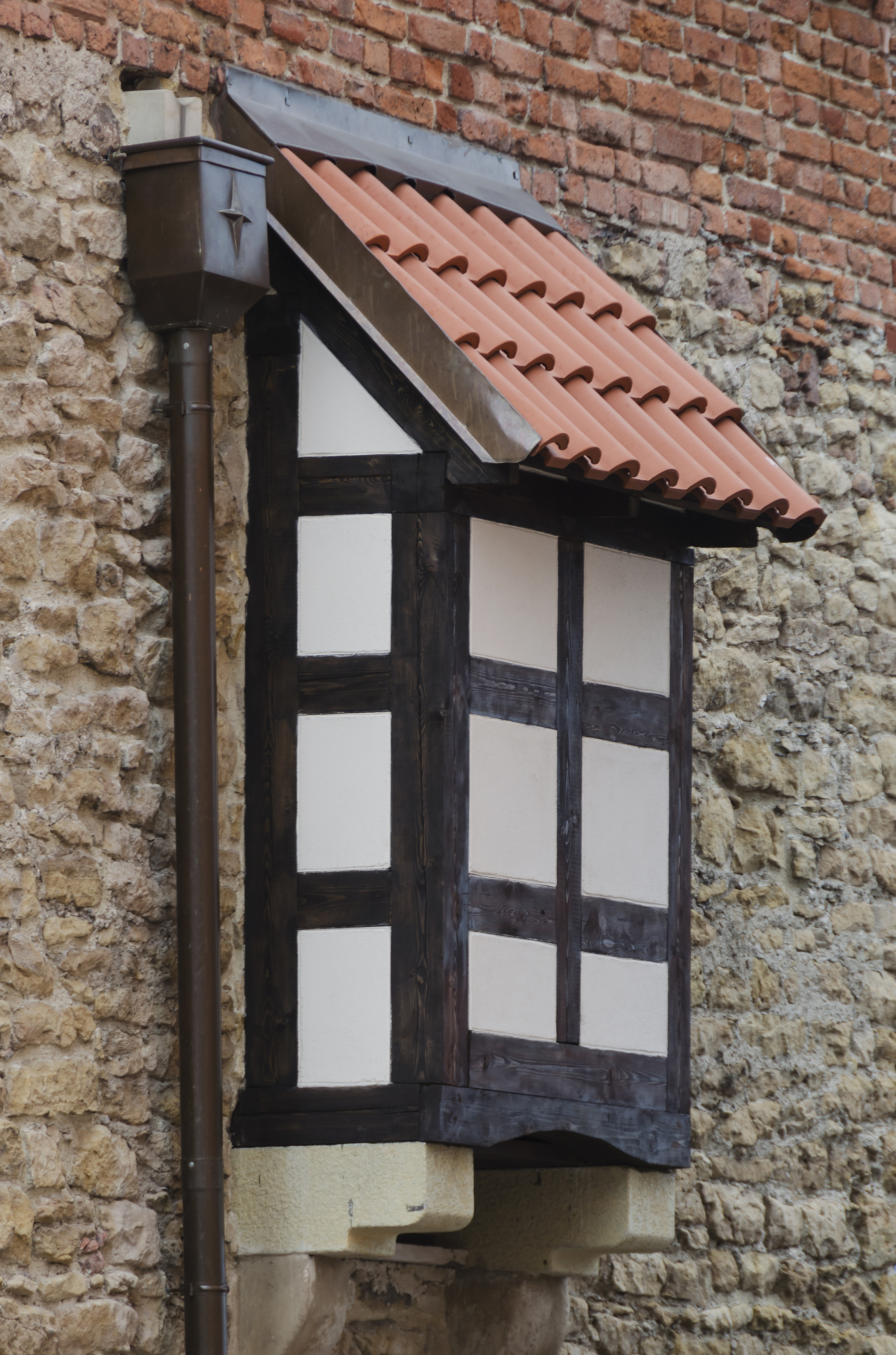
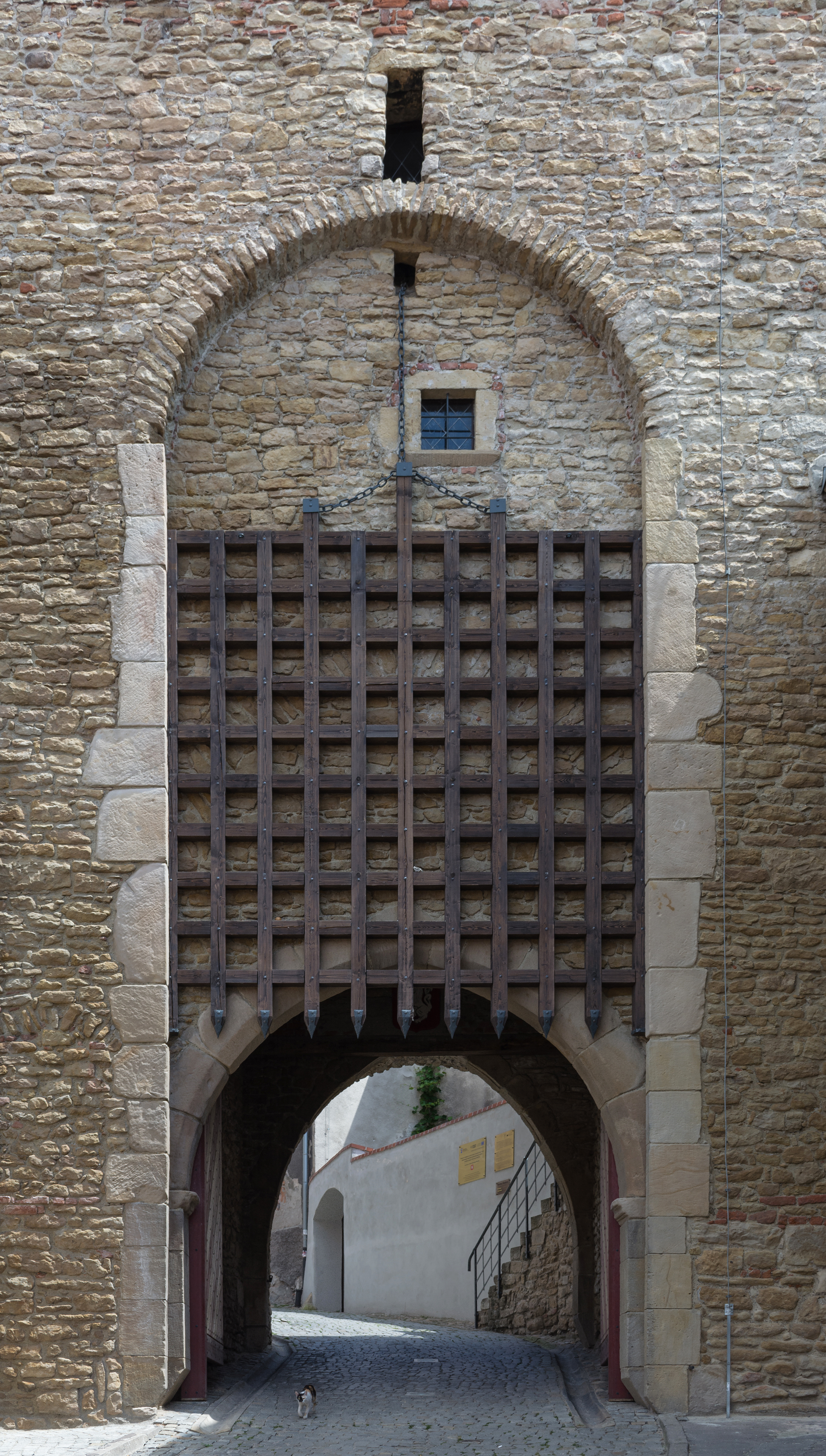
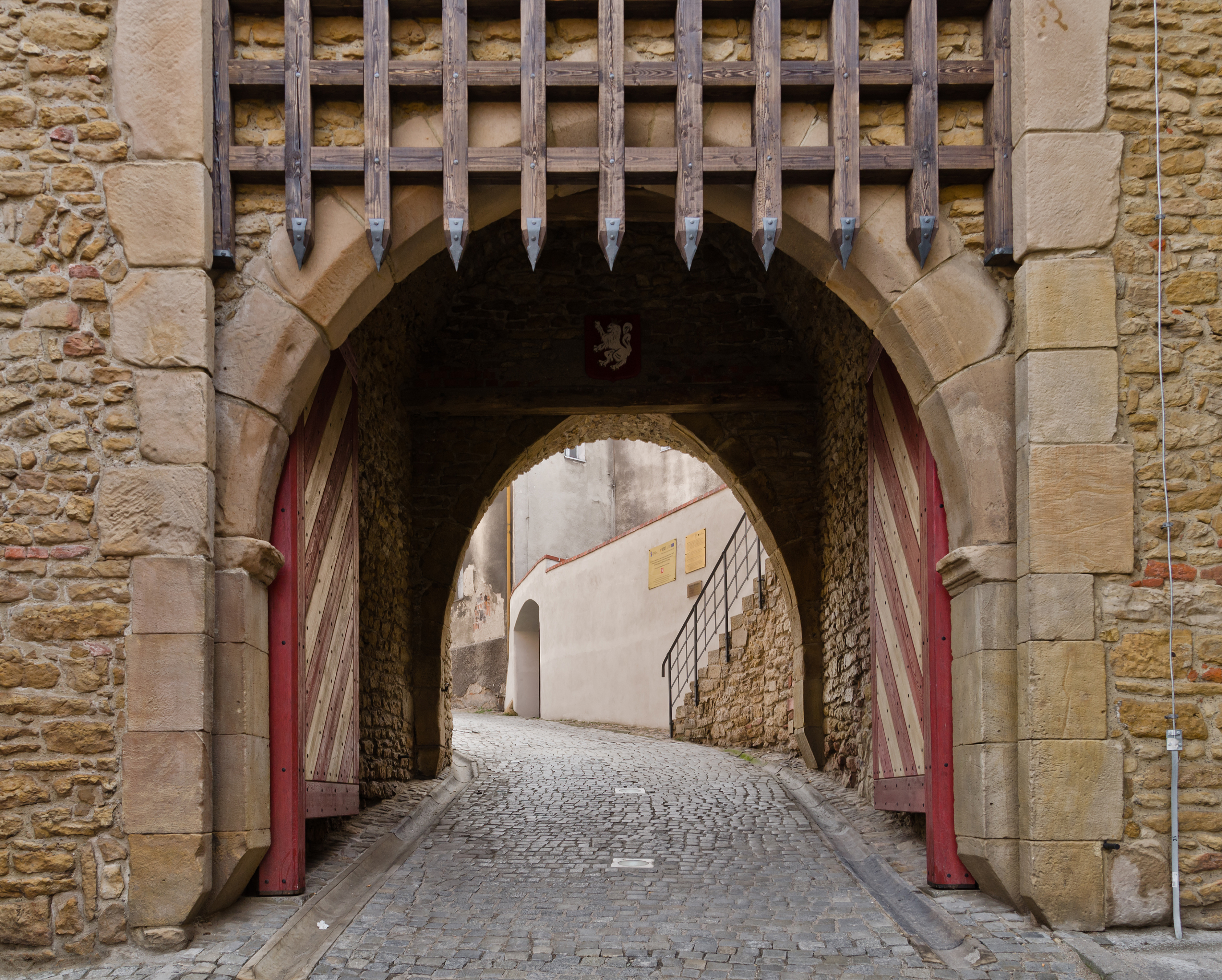
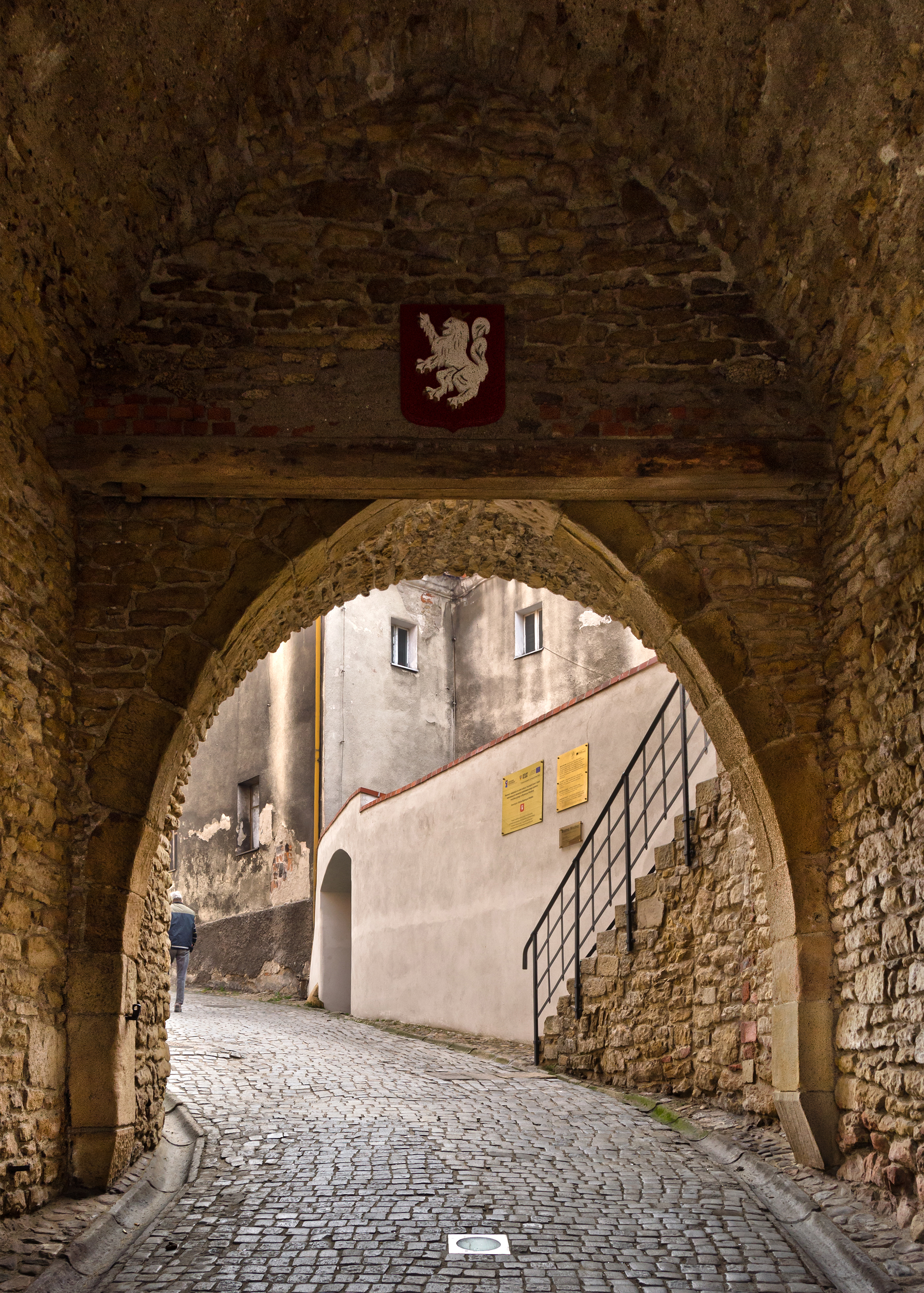
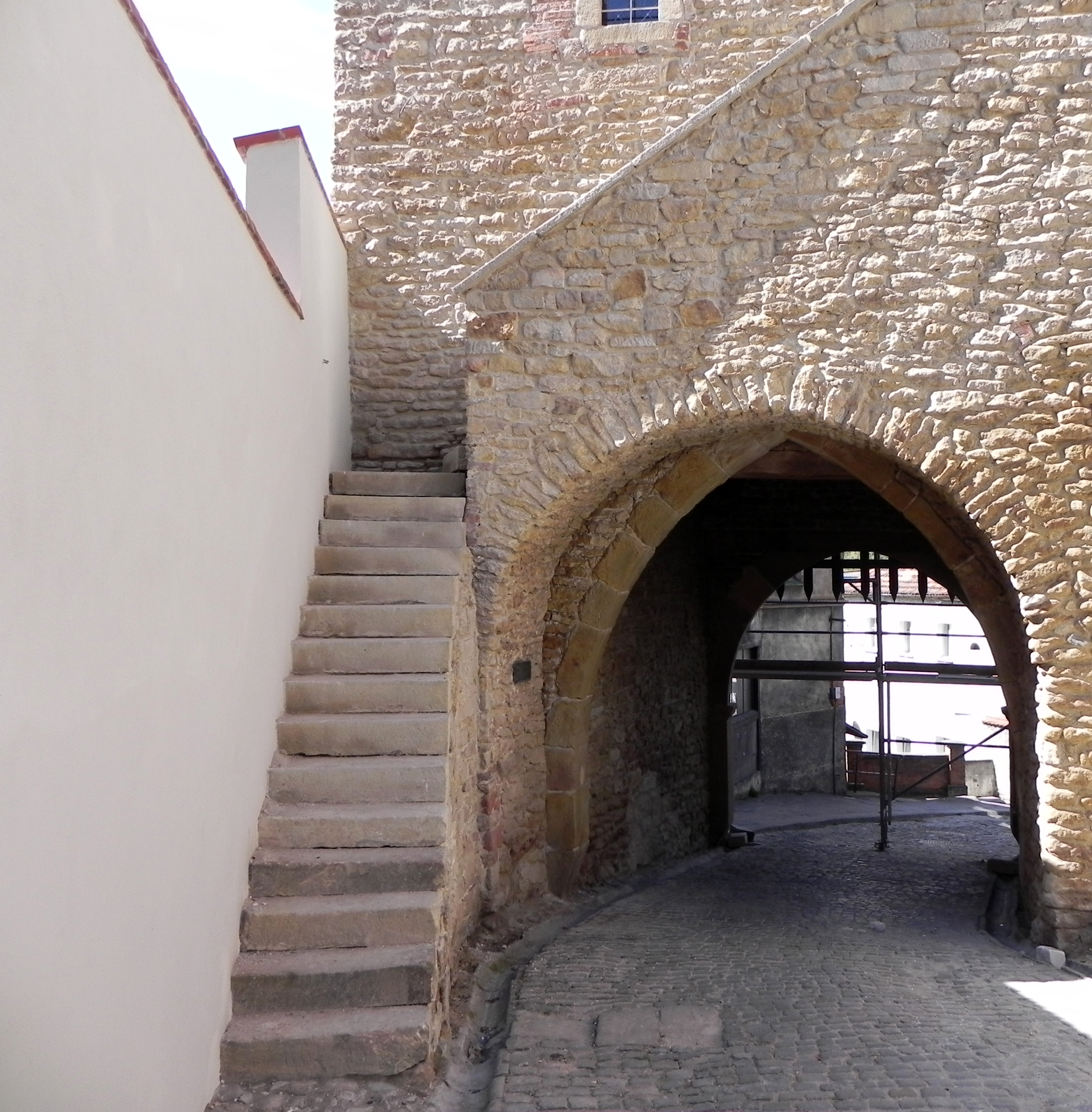
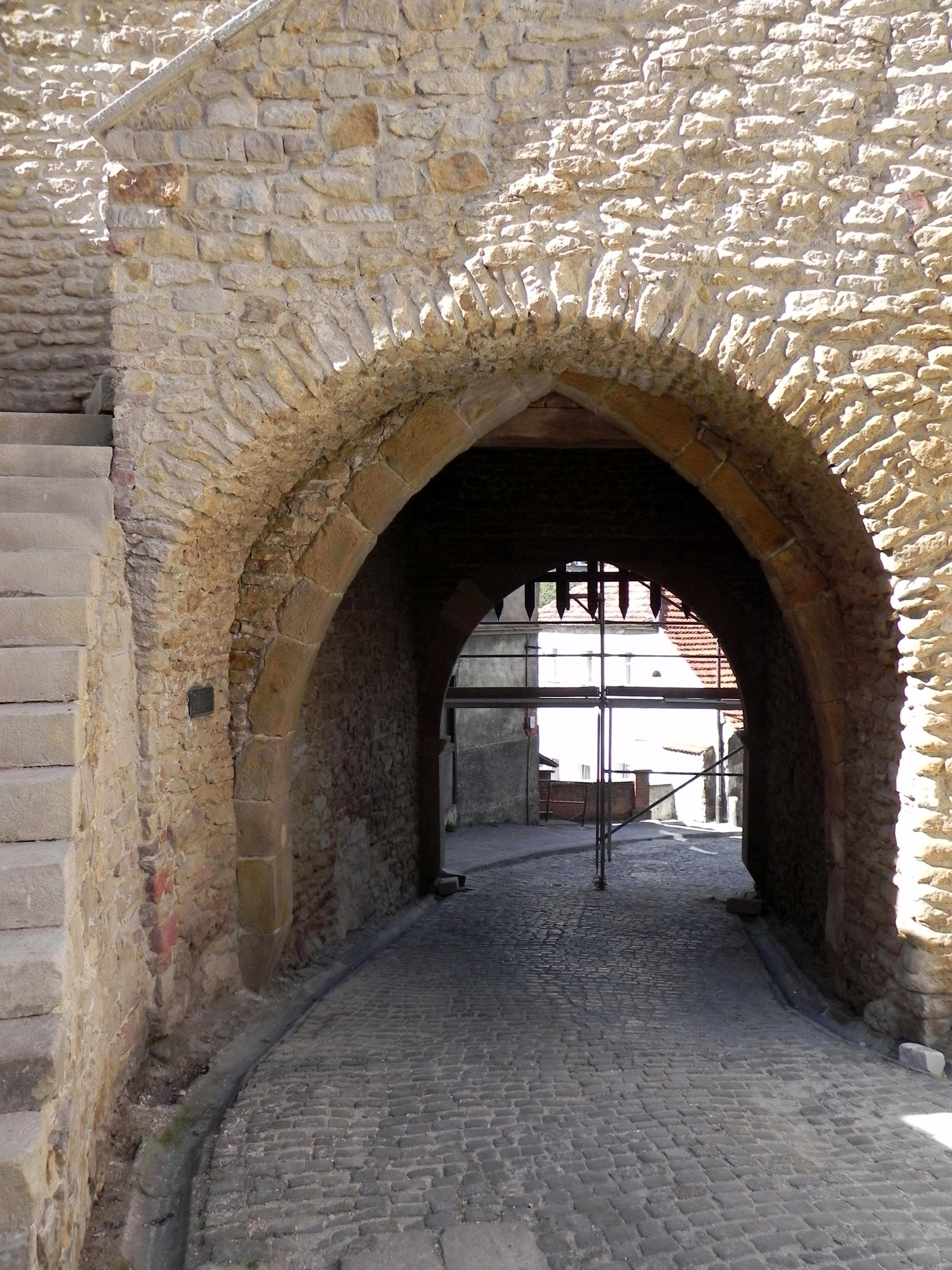
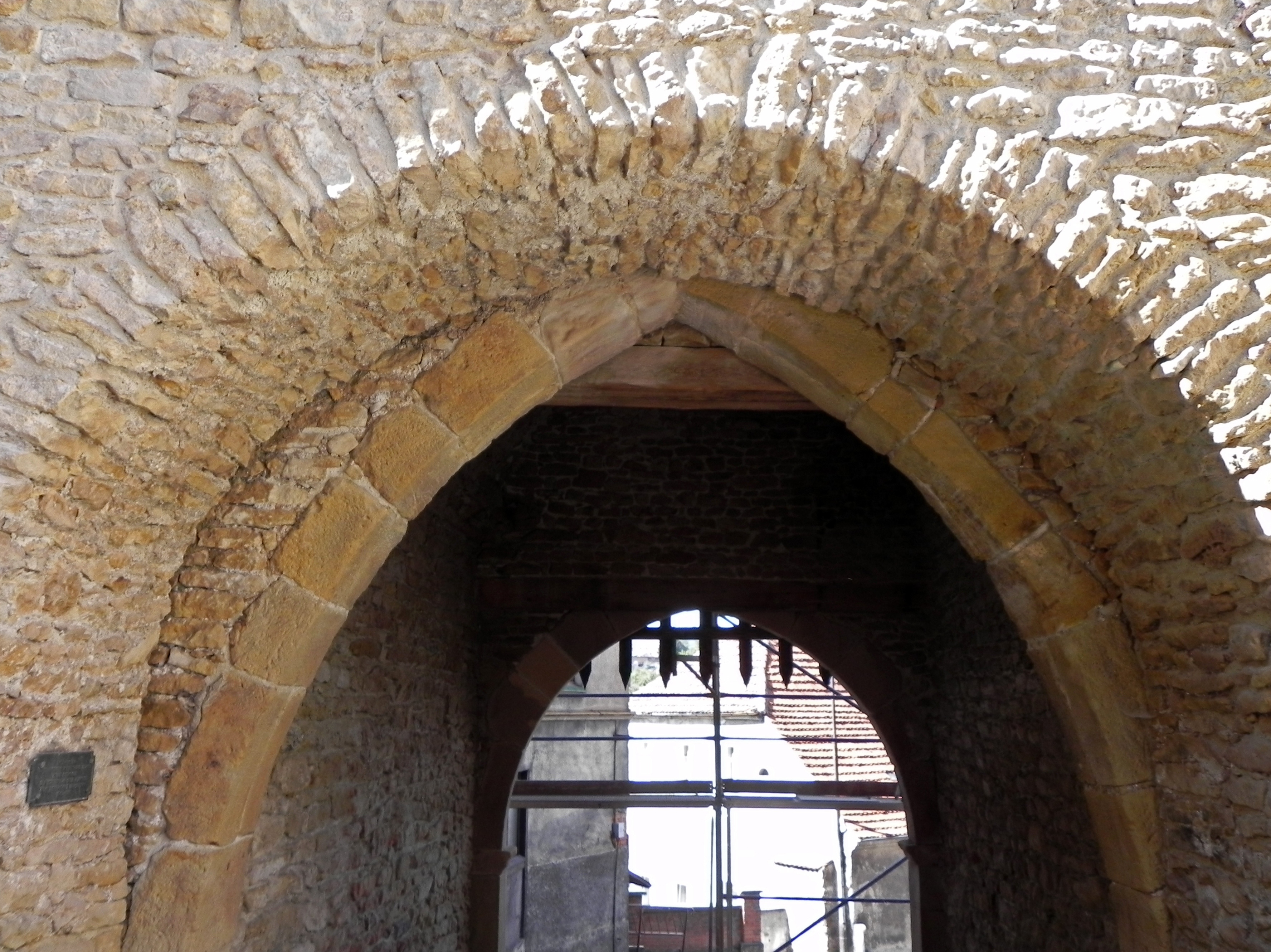
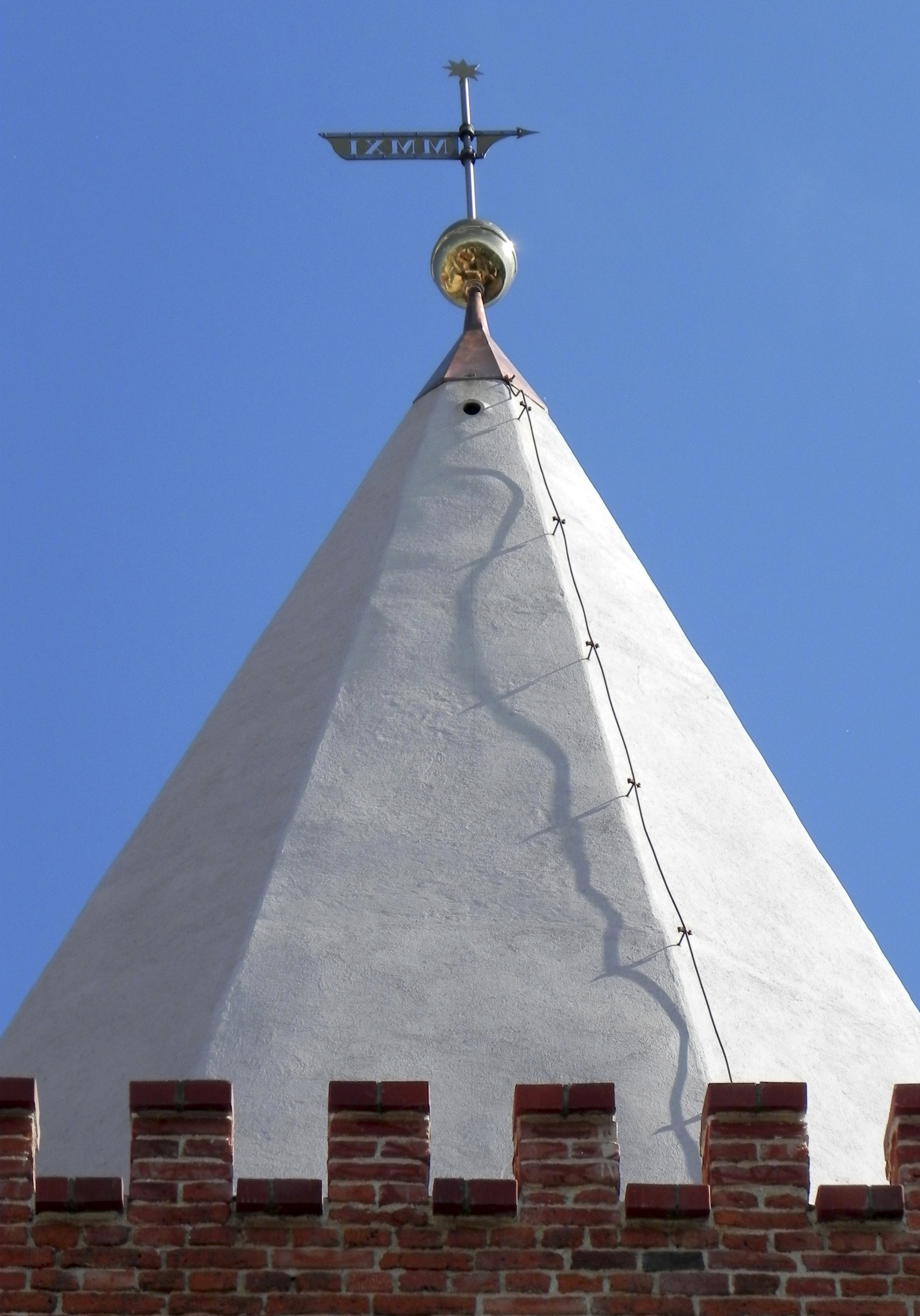
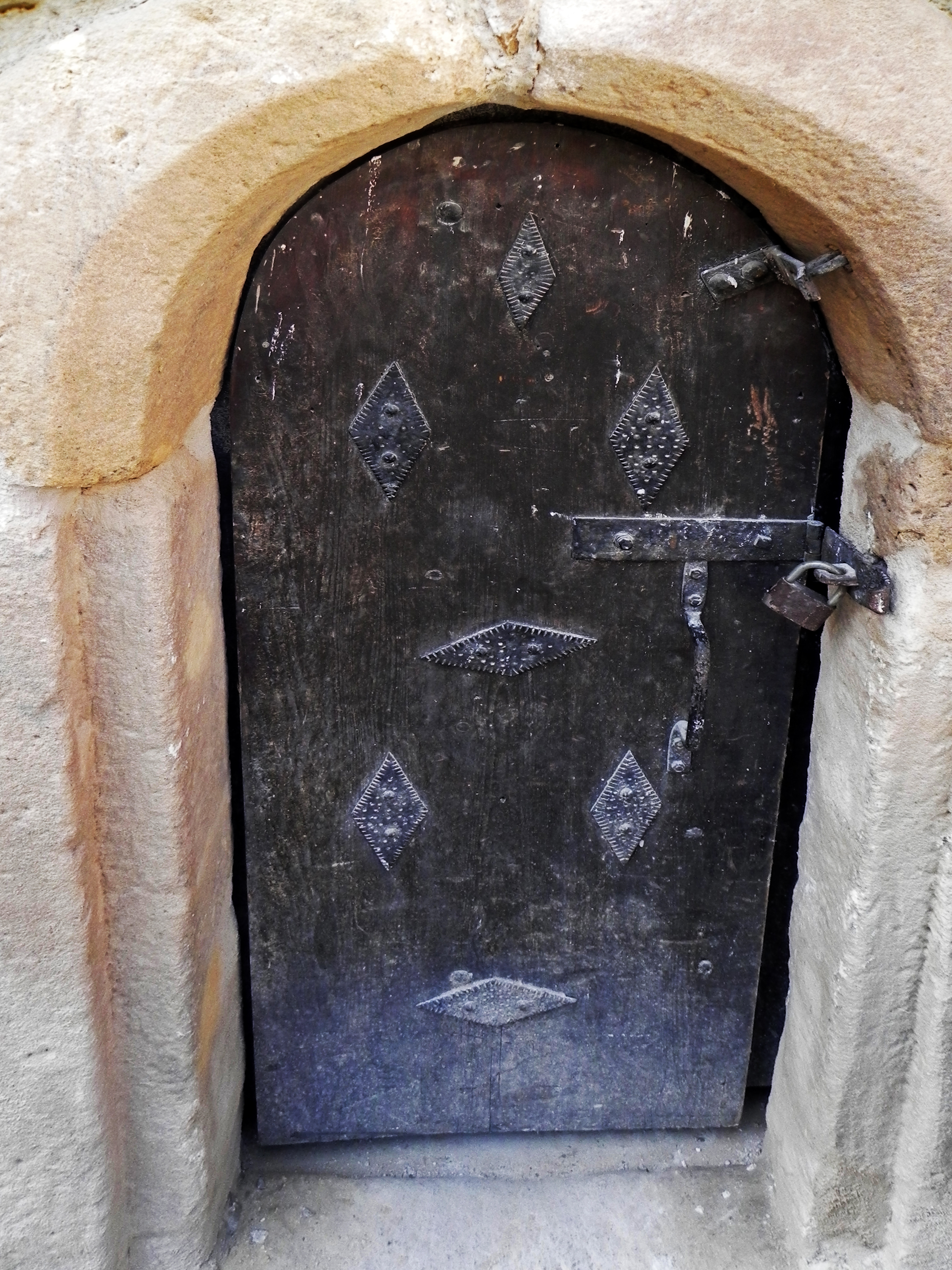